# Adele James
Adele James (* 20. März 1995 in England) ist eine britische Schauspielerin und Drehbuchautorin.

## Leben und Karriere
James wurde am 20. März 1995 in England geboren. Ihr Vater ist Jamaikaner und ihre Mutter ist Engländerin.  James besuchte die Richmond upon Thames College. Danach studierte sie an der University of Bristol. 2018 war sie die Drehbuchautorin des Kurzfilms Last Call. Von 2020 bis 2021 spielte sie Tina Mollett in der Fernsehserie Casualty. Außerdem bekam James 2019 in dem Film Acceptable Damage eine Hauptrolle. 2023 erhielt sie die Hauptrolle als Kleopatra in der zweiten Staffel von Netflixserie African Queens.

## Filmografie (Auswahl)
Filme
- 2014: One Minute
- 2016: Who am I
- 2018: Last Call
- 2019: Acceptable Damage

Serien
- 2017: Nate & Jamie
- 2017: Red Light
- 2017: That's What She Said
- 2017: Tv Footballers
- 2020: The Corona Connections
- 2020–2021: Casualty
- 2023: African Queens